# هيديماسا كوباياشي
هيديماسا كوباياشي (باليابانية: 小林 秀征) (17 يونيو 1994 في فوكوكا في اليابان – )؛ هو لاعب كرة قدم ياباني سابق كان يلعب كمهاجم.

## وصلات خارجية
- هيديماسا كوباياشي على موقع رابطة كرة القدم اليابانية للمحترفين (اليابانية)
- هيديماسا كوباياشي على موقع قاعدة بيانات كرة القدم.إي يو (الإنجليزية)
- هيديماسا كوباياشي على موقع Soccerway.com (الإنجليزية)